# William Temple Franklin
William Temple Franklin, ook bekend als Temple Franklin, (Londen, 22 februari 1760 – Parijs, 25 mei 1823) was een Amerikaanse diplomaat en vastgoedhandelaar. Hij was de kleinzoon van Benjamin Franklin.

## Levensloop

### Jeugd

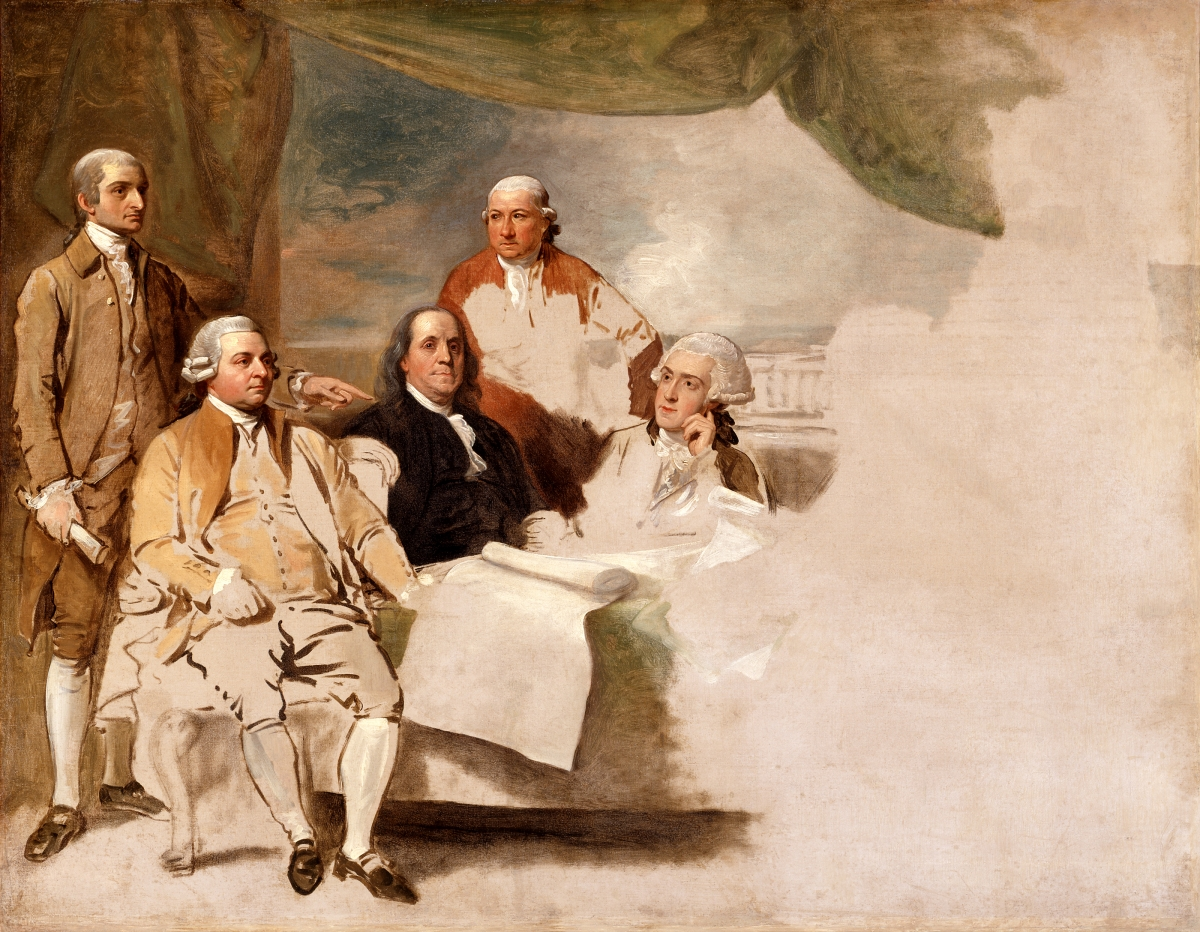
Het nooit afgemaakte schilderij van Benjamin West van de onderhandelaars bij het Verdrag van Parijs. Temple Franklin zit geheel rechts.

William Temple Franklin was een buitenechtelijke zoon van William Franklin, die op zijn beurt een buitenechtelijke (maar wel erkende) zoon was van de uitvinder Benjamin Franklin, tevens een van de stichters van de Verenigde Staten. Benjamin Franklin kreeg tijdens een bezoek aan Engeland weet van het bestaan van een kleinzoon en nam hem mee naar Amerika waar hij opgroeide in zijn nabijheid.
Vader William trouwde met een rijke plantage-eigenaar op Barbados. Dankzij bemiddeling van zijn vader werd hij in 1763 benoemd tot de laatste koloniale gouverneur van New Jersey. William Temple kwam in conflict met zijn vader omdat hij tegen de onafhankelijkheid van de Amerikaanse koloniën was. Hij werd door de Britten gevangen genomen en naar Engeland overgebracht.

### Diplomaat in Frankrijk
Temple Franklin begeleidde zijn grootvader als secretaris toen deze in 1776 het Amerikaanse diplomatieke gezantschap naar Frankrijk leidde. Hij ontving een verdere opleiding in Frankrijk en Zwitserland. In 1782 werd hij benoemd tot secretaris van het Amerikaanse gezantschap in Frankrijk. Zijn grootvader maakte zich vervolgens bij het Congres hard voor een nieuwe diplomatieke benoeming, maar zover kwam het niet. Benjamin Franklins' tegenstanders voorkwamen dit. Bovendien waren er zorgen over Temple's vader William die loyaal bleef aan de Britse kroon.
Tijdens de onderhandelingen rond het Verdrag van Parijs vroeg Temple Franklin aan zijn Britse gesprekspartners of er iets gedaan kon  worden voor zijn vader, aangezien deze altijd een tegenstander van de Stamp Act was geweest. In 1784 reisde Franklin naar Engeland en verzoende zich met zijn vader. In januari 1785 ontving hij deze eerste luchtpost ooit. Het ging om een brief van zijn vader die vervoerd werd met een luchtballon waarmee Jean-Pierre Blanchard en John Jeffries over Het Kanaal vlogen
Benjamin Franklin gaf in 1784 zijn ambassadeurschap op en keerde terug naar de Verenigde Staten, in het gezelschap van zijn kleinzoon. Temple Franklin werd in 1786 gekozen in de Amerikaans Filosofisch Genootschap. Op advies van zijn grootvader ging Temple Frankin zich bezig houden met grondspeculatie, aangezien de Verenigde Staten zich snel ontwikkelde en er veel vraag naar grond was.

### Grondhandelaar
Na de dood van Benjamin Franklin in 1790 woonde Temple een tijd bij zijn vader in Engeland. Hij trad daar op als belangenbehartiger voor Robert Morris, een van de ondertekenaars van de Amerikaanse Onafhankelijkheidsverklaring en een van de welvarendste mannen in de Verenigde Staten. Hij verkocht namens Morris aan drie Britse investeerders bijna vijftigduizend vierkante kilometer land in het westelijk deel van de staat New York. Het in het gebied liggende stadje Franklinville is naar Temple Franklin vernoemd.

### Latere jaren
Temple Franklin vestigde zich uiteindelijk weer in Frankrijk. Zijn grootvader Benjamin vroeg hem zorg te dragen voor zijn literaire erfenis. Temple Fanklin redigeerde Franklins brieven en geschriften. Hij publiceerde Benjamin Franklins autobiografie en tussen 1816 en 1819 verschenen er zes uitgaves met schrijfsels van zijn grootvader. George Fox, een vriend van Temple, erfde de meeste originele documenten van Benjamin Franklins had en doneerde deze later aan het Amerikaans Filosofisch Genootschap. Ditzelfde genootschap verkreeg later eveneens veel geschriften van Temple Franklin.
Temple Franklin handelde veel in vastgoed. Hij verdiende daar een fortuin mee, maar raakte dat ook weer kwijt. Hij stierf in armoede.

## Persoonlijk
Temple Franklin kreeg tijdens zijn eerste periode in Frankrijk een buitenechtelijke zoon, die overleed op de leeftijd van vijf jaar. Later verwekte hij in Engeland een buitenechtelijke dochter. Zijn vader droeg zorg voor haar opvoeding. In Frankrijk was Temple Franklin goed bevriend met de Engelse Hannah Collyer (1771–1846). Een maand voor zijn dood trouwde hij met haar.

## In populaire cultuur
- In de Apple TV+-miniserie Franklin wordt Temple Franklin gespeeld door Noah Jupe.